# Технологический или медиа-детерминизм
«Технологический или медиа-детерминизм» (1995) — одна из ключевых работ британского семиолога, автора Оксфордского словаря медиа и коммуникаций Дэниэла Чендлера, представляющая важность для дискурса о философии техники. В частности, именно в этой работе Чендлер формулирует свой «тезис неизбежности», который гласит о том, что после внедрения технологий в культуру следует их неизбежное развитие, то есть прогресс однажды применённых технологических разработок необратим. На данном тезисе основывается идея технологического детерминизма.

## Кратко о работе
В теоретической работе «Технологический или медиа-детерминизм» Дэниэл Чендлер предпринял попытку суммировать, обобщить все знания и идеи по поводу такого явления, как технологический детерминизм. Уже во Введении он обосновывает свою писательскую мотивацию тем, что технодетерминизм на момент написания работы является «самой популярной и влиятельной теорией взаимоотношений между технологиями и обществом» и «в последнее время она всё чаще подвергается критике со стороны учёных». В своей работе Чендлер стремится объективно оценить теорию технологического детерминизма, акцентируя внимания на основных его признаках — редукционизме, реификации, технологической автономии, «технологическом императиве», универсализме, нейтральности. Чтобы продемонстрировать разные стороны технодетерминизма и многообразие позиций теоретиков, Чендлер постоянно ссылается на мнения различных социологов (Нила Постмана, Маршалла Маклюена, Жака Эллюля и др.), философов (Мартин Хайдеггер) и антропологов. С этой точки зрения эту небольшую работу можно считать в какой-то степени фундаментальной.

## Основные положения работы

### Технологические теории
Чендлер начинает свою работу с того, что раскрывает сущность технологического детерминистского взгляда как мнения о том, что технология является первостепенным двигателем в истории, то есть именно на ней основывается теория социальных изменений: «Технологии в целом являются единственной и основной причиной изменений в обществе, рассматриваются как фундаментальное условие, лежащее в основе модели социальной организации». Таким образом, в процессе возникновения социальных и культурных явлений человеческий фактор и социальные механизмы рассматриваются технологическими детерминистами как второстепенные. По их мнению, социальные трансформации напрямую связаны с появлением письменности, печати, телевидения, развитием компьютерных технологий и т. д. Чендлер называет имена последователей данной теории — Зигфрид Гидион, Лесли Уайт, Линн Уайт-младший, Гарольд Иннис и Маршалл Маклюэн, а также упоминает распространённую точку зрения о том, что Карла Маркса также можно причислить к технологическим детерминистам ввиду наличия похожих взглядов в доктрине ортодоксального марксизма. Чендлер также говорит о том, что технологический детерминизм часто связывают с идеей «микроэлектронной революции», которая основывается на том, что компьютер трансформирует мировое общество на всех уровнях.

### Редукционизм
Чендлер постулирует, что ключевой характеристикой технологического детерминизма становится причинно-следственная связь. С этой точки зрения технологический детерминизм является «монистическим» или моноказуальным (в противовес «мультикузуальным» явлениям), что означает наличие единственной причины или одной «независимой переменной». Как монопричинная теория, важной составляющей технологического детерминизма становится редукционизм, который направлен на то, чтобы разложить сложное, комплексное целое на взаимодействие отдельных, более простых частей. Своими корнями социологический редукционизм уходит в философию, в частности, учения Демокрита и Рене Декарта.
Далее Чендлер ссылается на мнение Льюиса Мамфорда, который выделил такую редукционистскую тенденцию, как отождествление технологии с инструментами и машинами, таким образом заменяя часть на целое. Данное отождествление технологий и машин признаётся Чендлером как сильное обобщение, поскольку технологии включают всю нашу материальную культуру, а не только инструменты и машины. Так, редукционизм считается полезным методом для естественных наук, однако его применение в изучении социальных явлений широко критикуется: «Невозможно выделить одну причину для какого-либо социального процесса и доказать, что именно это является основным определяющим фактором».
В этой же части своей работы Чендлер подчёркивает прямую связь технологического детерминизма с техноцентризмом. В техноцентрической парадигме мы все являемся не иначе как Homo faber — производителями и пользователями инструментов.

### Механистические модели
Ранее упомянутый редукционизм, как и технологический детерминизм в целом, представляет собой механистический способ объяснения, связанный с философией позитивизма. Так, машины выполняют заданную функцию и работают строго в соответствии с причиной и последствиями. В контексте их работы, причины являются явными и преднамеренными, а последствия предсказуемыми. Главной характеристикой машин является жёсткая регулярность и относительная автономность работы (возможность работать независимо от человека, однако невозможность выбирать себе конечную цель).
Чендлер отмечает, что механистические модели применительно к социальным явлениям имеют явные недостатки: последствия использования сложных технологий не всегда предсказуемы, а сложная структура социальной реальности не может быть досконально проанализирована на основании её составляющих факторов.

### Реификация
С технологическим детерминизмом связано понятие реификации. Реифицировать — то же самое, что «овеществлять»: трактовать абстракцию как материальную вещь, то есть генерировать какое-то символическое обозначение. Так, в общепринятом и академическом использовании слово «технология» по-разному используется для обозначения инструментов, машин, организаций, средств массовой информации, методов и систем. Чендлер подкрепляет свой тезис словами Джонатана Бентхолла, что «символическое поле технологий взаимосвязано».
Однако, по мнению Чендлера, проблема возникает как раз при формулировке этого обобщения. Применение абстрактных категорий в данном случае опасно, поскольку это не отражает всё разнообразие, которое подразумевается под словом технологии. «Некоторые технологии также могут быть менее определяющими, чем другие; гибкость или „открытость“ инструментов варьируется. И, конечно, технология не может быть отделена от контекстов её использования: технология имеет много проявлений в разных социальных контекстах. Одна технология может служить сразу нескольким совершенно разным целям».

### Технологическая автономия
Ещё одной особенностью технологического детерминизма Чендлер называет автономность (или полуавтономность) технологии. Технология рассматривается во многом как нечто внешнее — вне общества, надобщественное или «экзогенное» (в противовес «эндогенному»). «Вместо того, чтобы быть продуктом общества, его неотъемлемой частью, технология представляется как независимая, самоконтролирующаяся, самоопределяющаяся, самогенерирующая, самодвижущаяся, самосохраняющаяся и саморасширяющаяся сила». Критики же идеи технологической автономии утверждают, что сама технология формируется обществом и полностью подчиняется человеческому контролю.
С признаком технологической автономии связан распространённый страх побочного эффекта излишней автономии — того, что технология может выйти из-под контроля. Сторонниками такого мнения Чендлер называет, к примеру, французского социолога Жака Эллюля, автора книги «Технологическое общество». В частности, Эллюль говорит, что технологические системы определяются самой технологией, а не обществом, поэтому «не может быть человеческой автономии перед лицом технической автономии». Эллюль настаивает на том, что технологическая автономия превращает человека в «пулю, вставленную в игровой автомат».
В этой связи Чендлер упоминает также американского теоретика медиа Нила Постмана, который был убеждён, что любая технология имеет тенденцию функционировать независимо от системы, которую она обслуживает. Иными словами, это уже становится «синдромом Франкенштейна»: человек создаёт машину, чтобы она служила его целям, но позже обнаруживается, что у неё есть собственные идеи. Хотя Постман отрицает, что «влияние технологий» всегда неизбежно, он настаивает на том, что они «всегда непредсказуемы».
Чендлер также говорит про то, что автономность технологий также подразумевает элементы антропоморфизма, если верить, что технологию никто не контролирует и она обладает «собственной волей». В таком случае мы можем говорить о технологическом анимизме — приписывании технологиям сознания и воли живых существ. В такой интерпретации технологиям приписываются не чисто технические функции, но конкретные цели. Так, Маклюэн утверждал, что «в любых социальных действиях используемые средства открывают свои собственные цели», добавляя, что «новые цели содержатся в новых средствах». При этом некоторые теоретики склонны видеть в технологиях не столько сознательное автономное существо с собственной волей, сколько автономную силу.
Идея автономной технологии иногда подвергается критике как мистификация. Серьёзная обеспокоенность критиков технологического детерминизма обусловлена тем, что вера в автономность технологии может удержать людей, которые начинают чувствовать себя беспомощными перед технологиями, от вмешательства в технологическое развитие.
По мнению Чендлера, в данном вопросе стоит всё-таки придерживаться нейтрального суждения. Как ответственные граждане, ориентированные на будущее, мы должны принимать новые технологии как новые жизненные реалии, приспосабливаться к ним. Мы не свободны принимать или отклонять технологические разработки.

### «Тезис неизбежности», или «технологический императив»
Доктрина технологического императива, по мнению Чендлера, заключается в том, что, поскольку конкретная технология априори подразумевает, что мы можем что-то сделать (то есть это технически возможно), то это действие либо следует предпринять (моральный императив), либо должно быть предпринято (требование), либо неизбежно будет предпринято (временная необходимость). Так, Чендлер приводит в качестве примера взаимосвязи возможности и необходимости технологических разработок высказывание французского антрополога Жака Сустеля об атомной бомбе: «Поскольку это было возможно, это было необходимо».
Так, тезис неизбежности гласит о том, что технологическое развитие невозможно остановить — прогресс технологий неизбежен и необратим, поэтому остаётся только научиться с ними справляться. Люди и общество рассматриваются как служащие требованиям технологической системы, которая формирует их цели. Схожую теорию развил Джон Бирам, назвав этот феномен, когда технология уже не является средством для достижения цели, но становится самоцелью, «технозисом».
Технологический императив не предполагает полную власть технологии над человеком и превосходство технологической воли над человеческой. Это лишь означает принятие того факта, что механизация значительно повлияла на социальную организацию и поведение человека и повлияла затем, чтобы создать основу для дальнейшего развития по определённым направлениям, заложить особое отношение к технологии.
Технологический императив уподобляется естественному отбору и эволюции, то есть он неизбежно ведёт туда, куда должен привести, исключает целенаправленные изменения, строго направленный процесс. В этом прослеживаются элементы фатализма.

### Технология: нейтральная или не нейтральная
Главный аргумент критиков технологического детерминизма заключается в том, что технология «нейтральна», то есть ни хороша, ни плоха сама по себе, и что важна не сама технология, а то, как она применяется. Представление о том, что технология является «этически нейтральной», иногда называют инструментальным представлением о технологии.
Так, в данной части Чендлер рассматривает два подхода к вопросу о нейтральности технологии — её признание или отрицание.
Одна группа теоретиков настаивает на ненейтральности технологии, утверждая, что мы не можем просто «использовать» технологию, не оказывая в какой-то степени влияния на её использование. Среди таких теоретиков Чендлер называет Жака Эллюля, настаивающего на том, что «техника несёт в себе свои собственные эффекты совершенно независимо от того, как она используется <…> Независимо от того, как она используется, она имеет ряд положительных и отрицательных последствий». Эту же позицию занимают Абби Моушовитц и Джерри Мандер, считающие, что сами технологии определяют своё собственное использование, в них уже заложены определённые эффекты.
Диаметрально противоположного мнения придерживается, например, Нил Постман, который настаивает на том, что «использование технологий в значительной степени определяется структурой самой технологии», и не технология, а в свою очередь среда «содержит идеологический уклон» и задаёт направление использованию технологии.
В целом, в этой части становится очевидно, что большинство теоретиков всё-таки признают технологию не нейтральной. 

### Универсализм
Ещё одной особенностью технологического детерминизма является универсализм. Универсализм является «асоциальным» и «антиисторическим»: он представлен вне рамок какого-либо конкретного социокультурного и исторического контекста. Так, конкретные технологии не всегда связаны с аналогичными социальными паттернами. Чендлер для иллюстрации своего тезиса приводит цитату Джеймса Маккинзи: «Одна и та же технология может иметь очень разные эффекты в разных ситуациях». Таким образом, последствия использования конкретной коммуникационной технологии варьируются в зависимости от различных исторических и культурных обстоятельств.

### Техноэволюционизм
Техноэволюционизм предполагает линейный эволюционный взгляд на универсальные социальные изменения через фиксированную последовательность различных технологических этапов. Это своего рода детерминизм развития или исторический детерминизм. Теоретики-эволюционисты интерпретируют изменения с точки зрения «прогресса» (улучшенного состояния дел) и обычно считают прогресс неизбежным. Техноэволюционные теоретики определяют прогресс в терминах последовательных этапов технологического развития, часто изображаемых как «революции», ведущие к конкретным историческим «эпохам», определяемым той или иной технологией — «эпоха машин», «атомный век», «космический век» и т. д. Однако столь чёткое разграничение этапов вводит в заблуждение, якобы новая технология полностью заменяет старую. На деле же в результате технологической революции старые и новые технологии очень тонко взаимодействуют между собой.

### Теоретические позиции насчёт взаимосвязи технологии и общества
Волюнтаризм, или детерминизм аудитории
Волюнтаризм противостоит детерминизму, подчёркивая свободу воли, индивидуальную волю, сознательное обдумывание и выбор. Люди рассматриваются как активные агенты, которые всегда способны делать осознанный выбор и осуществлять контроль над изменениями.
Что касается средств коммуникации, то волюнтаристскую позицию иногда называют детерминизмом аудитории, когда вместо того, чтобы представлять средства массовой информации как делающие что-то для людей, акцент делается на людях, делающих что-то со средствами массовой информации; само существование технологии не обязательно провоцирует её использованию.
Культурный детерминизм
Технологии и методы полностью определяются социальными и политическими факторами. Социокультурный детерминизм иногда оставляет так же мало места для индивидуальной свободы воли, как крайний технологический детерминизм оставляет место социальному контролю. Более умеренная и широко распространённая позиция состоит в том, что технология социально обусловлена, но не полностью социально детерминирована.
Индетерминизм
Допускается наличие случайности.
«Переопределенность»
Это означает, что явление может быть отнесено к нескольким детерминантам одновременно.

### Выводы
В предваряющей заключение части своей работы Чендлер рассуждает о языке технологического детерминизма, говорит о большом вкладе Маршалла Маклюена в создание терминологического аппарата, перечисляет типичные лексические маркеры, использующиеся в технодетерминистском дискурсе.
Подводя итог, автор говорит, что технология является одним из опосредующих факторов в поведении человека и социальных изменениях. Чендлер подчёркивает, что «критическое отношение к технологическому детерминизму не должно сбрасывать со счетов важность того факта, что технические характеристики различных коммуникационных технологий облегчают различные виды использования, хотя сам потенциал применения технологий необязательно реализуется».